# قويعدة
القويعدة (باللاتينية: Basion) في العظم القذالي، يطلق على النقطة الواقعة في وسط الحافة الأمامية للثقبة العظمى اسم القويعدة.